# Gotlands runinskrifter 300
G 300 är ett vikingatida runstensfragment i Lärbro kyrka, Lärbro socken och Gotlands kommun. Runsten fanns i golvet till Lärbro kyrka. År 2006 hittades ett fotografi av en runsten i Gotlands museums arkiv. Stenen, som är 60 x 69 cm stor, ska ha tillvaratagits på 1950-talet i samband med kyrkans restaurering och införlivats i museets samlingar på 1960-talet, men 1974 hittades utan nummer i samlingarna. Återfunnen 2010 i museets magasin.

## Inskriften
Translitterering av runraden:
...aʀtu ...-... -ei(k)nar · riti · stain ·
Normalisering till runsvenska:
... ... [L]æiknarr retti(?) stæin.
Översättning till nusvenska:
... ... Leiknarr ristade stenen.
Leiknarr är ett speciellt gotländskt namn tidigare endast känt från en runsten G 309 i Hangvar (leiknar × raisti × stain). För andra läsningar se Helmer Gustavsons artikel. Ornament och utformning liknar G 94.